# Hiperesplenismo
Se denomina hiperesplenismo al estado de hiperfunción del bazo que se caracteriza por producir:
- Esplenomegalia.
- Disminución variable de la celularidad hemática (hematíes, plaquetas, leucocitos).
- Aumento de células inmaduras en sangre.
- Médula ósea normal o con hiperplasia productora para compensar la destrucción esplénica.

El hiperesplenismo se produce por acumulación de la celularidad sanguínea en el bazo o por aumento de su destrucción al estar recubiertos de anticuerpos.
No toda esplenomegalia comienza con hiperesplenismo, pero sí todo hiperesplenismo cursa con esplenomegalia. Es obvio que el hiperesplenismo desaparece, y se normalizan los parámetros citados, tras una esplenectomía.
- Datos: Q473456